# Психрометр

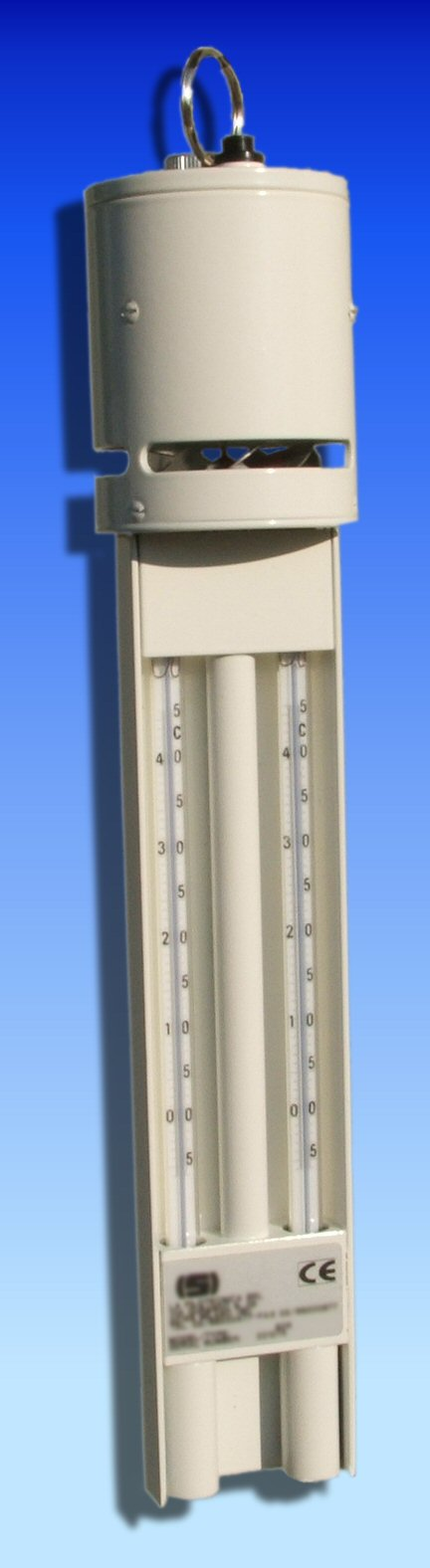
Аспіраційний психрометр Ассмана

Психро́метр (від дав.-гр. ψυχρός — холодний) або гігро́метр психрометри́чний — прилад для вимірювання температури та вологості повітря, простий тип гігрометра.

## Принцип дії
Швидкість випаровування вологи збільшується в міру зменшення відносної вологості повітря. Випаровування вологи, в свою чергу, викликає охолодження конденсованої рідини. Таким чином, температура вологого об'єкта зменшується. За різницею температур повітря і вологого об'єкта можна визначити швидкість випаровування, а значить, і вологість повітря. При цьому треба враховувати той факт, що волога, яка випаровується, залишається в околицях вологого предмета, і, таким чином, локально збільшується вологість повітря. Для усунення цього ефекту, при вимірюванні вологості, застосовують аспірацію (створюється потік повітря над вологим об'єктом)

## Будова
У найпростішому випадку складається з сухого і змоченого термометрів (резервуар обгорнутий змоченим батистом). За різницею показів цих термометрів і за допомогою психрометричних таблиць чи номограм (психрометричних графіків) визначають абсолютну і відносну вологість повітря. Крім того, за показами термометрів знаходять точку роси, максимальний парціальний тиск парів у повітрі, дефіцит вологості. Для точних вимірювань, у разі відхилення атмосферного тиску від номінального, до даних з психрометричної таблиці додають поправку. До складу приладу може також входити вентилятор для обдування повітрям простору навколо вологого термометра. Швидкість обдування зазвичай становить 0,5…1 м/с.

## Види психрометрів
Розрізняють стаціонарні (станційні), аспіраційні та дистанційні психрометри.
В стаціонарних психрометрах термометри закріплені на спеціальному штативі в метеорологічній будці. Основний недолік станційних психрометрів — залежність показів зволоженого термометра від швидкості повітряного потоку в будці. Основний станційний психрометр — психрометр Августа.
В аспіраційному психрометрі (наприклад, психрометр Ассмана) термометри розташовані в спеціальній оправі, яка захищає їх від пошкоджень й теплового випромінювання навколишніх предметів, де вони обдуваються за допомогою аспіратора (вентилятора) потоком досліджуваного повітря з постійною швидкістю. При додатній температурі повітря аспіраційний психрометр — є найнадійнішим приладом для вимірювання температури і вологості повітря.
В дистанційних психрометрах як чутливі елементи використовуються термометри опору, терморезистори.
При температурах нижчих від —5 °C для визначення вологості повітря користуються гігрометром.

## Інтернет-ресурси
- https://commons.wikimedia.org/wiki/Psychrometer?uselang=de